# Con todo respeto
Con todo respeto é o quarto álbum de estúdio da banda Molotov, lançado em 26 de Outubro de 2004.
O disco consiste em covers de uma variedade de artistas de vários géneros, incluindo o new wave, hip hop,  punk e música tradicional do México.
| Críticas profissionais                                                      | Críticas profissionais |
| Avaliações da crítica                                                       | Avaliações da crítica  |
| Fonte                                                                       | Avaliação              |
| --------------------------------------------------------------------------- | ---------------------- |
| allmusic                                                                    | [ 2 ]                  |
| Esta tabela precisa de ser acompanhada por texto em prosa. Consulte o guia. |                        |

## Faixas
1. "Amateur" (cover de "Rock Me Amadeus" de Falco)
2. "Diseño Rolas" (cover de "Designer Music" de Lipps Inc)
3. "Marciano" (cover de "I Turned into A Martian" de The Misfits)
4. "La Revolución" (cover de "The Revolution Will Not Be Televised" de Gil Scott-Heron)
5. "La Boa A Go Go" (cover de "La Boa" de La Sonora Santanera)
6. "Chavas" (cover de "Girls" de Beastie Boys)
7. "Mamar" (cover de "Mama" de Los Amantes De Lola)
8. "Quién Pon-Ponk" (cover de "Quen Pompó" de Chico Che)
9. "Da Da Da" (cover de "Da Da Da" de Trio)
10. "Perro Negro Granjero" ("Perro Negro" de El Tri's e "La Grange" ZZ Top)
11. "Agüela" ("My Abuela" de Wilfred y La Ganga, "The Magnificent Seven" de The Clash e "Bust A Move" de Young MC e Matt Dike)
12. "Agüita Amarilla" (cover de "Mi Agüita Amarilla" de Los Toreros Muertos)

## Desempenho nas paradas musicais
| Parada musical (2004)             | Posição |
| --------------------------------- | ------- |
| Estados Unidos - Latin Pop        | 16      |
| Estados Unidos - Top Latin Albums | 73      |